# Sinfonía n.º 3 (Mahler)

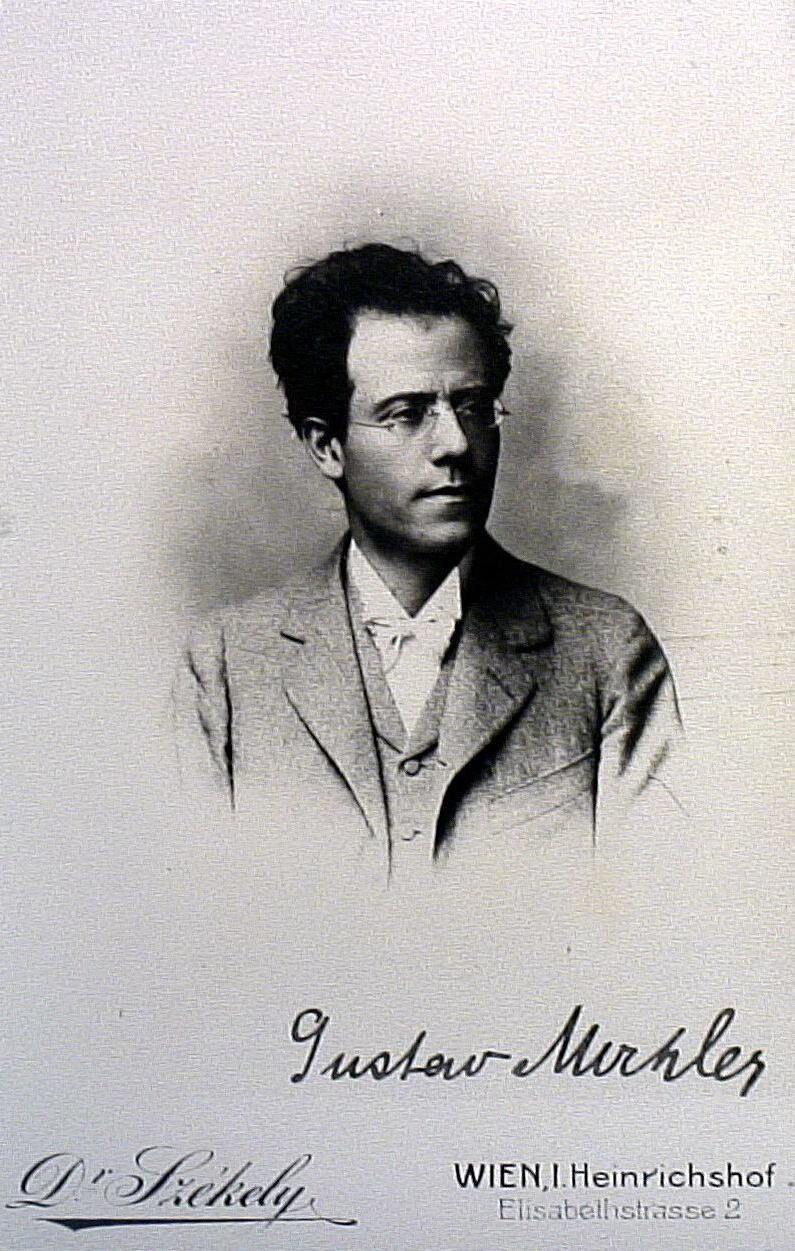
Mahler en 1898

La Sinfonía n.º 3 en re menor de Gustav Mahler, es una sinfonía coral de más de una hora y media de duración. Estrenada en junio de 1902 en Krefeld (Alemania) por el propio compositor, consta de seis movimientos, uno de los cuales requiere un coro de niños y de mujeres y una contralto.

## Historia

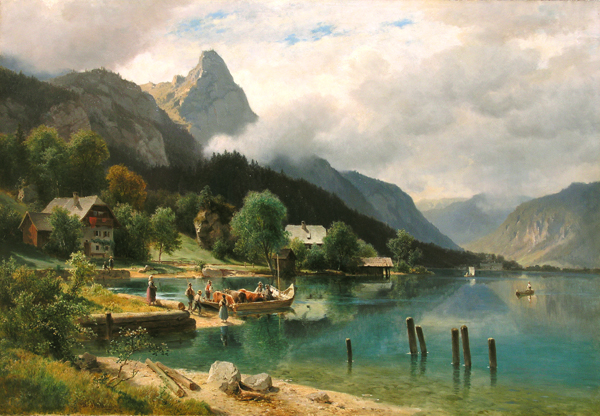
Weißenbach am Attersee

La tercera sinfonía fue escrita durante un período de unos cuatro años. En 1892 Mahler comenzó a concebir la obra y el 28 de julio de 1896 terminó de trabajar en la extensa composición. Los principales períodos creativos fueron los veranos de 1895 y 1896, que Mahler pasó en Steinbach am Attersee, acompañado por Natalie Bauer-Lechner, quien fue su compañera antes de que conociera a Alma Schindler. Al igual que en las dos primeras sinfonías, Mahler basó la música en un programa como "guía" para el contenido musical. Su génesis se basa en un programa establecido desde el principio, exaltando la naturaleza y retomando las etapas de la Creación: El primer movimiento simbolizaría las fuerzas telúricas, el segundo la vegetación, el tercero los animales, el cuarto el nacimiento del hombre, el quinto los ángeles ( coro de niños) y el último amor. El título inicial iba a ser Sueño de una noche de verano (sin relación con William Shakespeare) y luego Le Gai Savoir en homenaje a Friedrich Nietzsche.
Originalmente, los movimientos debían tener estos nombres programáticos: “Pan despierta. Llega el verano”, “Lo que me dicen las flores del prado”, “Lo que me dicen los animales del bosque”, “Lo que me dice la gente”, “Lo que me dicen los ángeles”, “Lo que me dice el amor”. Mahler retuvo este concepto creciente en términos de contenido, pero decidió abstenerse de nombrar los movimientos programáticamente. En el plan original, Mahler incluyó un séptimo movimiento, "Lo que me dice el niño". Sin embargo, este se eliminó más tarde y formó el movimiento final de la 4.ª sinfonía bajo el título "Vida celestial".

## Planteamiento
La tercera sinfonía de Mahler es la intermedia de las tres sinfonías que ponen música a textos de la colección de poesía Des Knaben Wunderhorn de Clemens Brentano y Achim von Arnim. Sin embargo, supera claramente a la 4.ª sinfonía en tamaño y monumentalidad. Con una duración aproximada de 95 minutos, es la obra más larga de Mahler y, al igual que la Tercera Sinfonía de Reinhold Glière "Ilja Muromets", es una de las sinfonías largas de la era romántica. El aparato orquestal es similar a la gran instrumentación de la segunda sinfonía anterior. Instrumentaciones grandes similares solo se pueden encontrar en las sinfonías 6.ª y 8.ª. La sinfonía tiene el inusual número de seis movimientos, que Mahler divide en dos secciones. El gigantesco primer movimiento por sí solo representa la primera sección y, con una duración de 34 minutos, es uno de los movimientos más largos de Mahler. El Adagio final también es de las mayores proporciones, enmarcando la sinfonía con dos movimientos exteriores monumentales, similares a la Segunda Sinfonía. En el medio hay dos movimientos de canto y dos de baile, que es una duplicación del número habitual. En cuanto al contenido, la obra sigue el lema Per aspera ad astra (De la oscuridad a la luz). Los temas en los que se basan los movimientos individuales forman un clímax. El último nivel más alto es el amor. En este sentido, la obra se asemeja a la concepción de la octava sinfonía. El curso general de la obra es, por lo tanto, extremadamente heterogéneo. Típico de Mahler es la yuxtaposición de elementos con contenido contrario. Por ejemplo, las melodías suaves siguen a la música militar y los sonidos místicos siguen a la música bailable ingenua. Mahler lleva este enfoque aún más lejos en la Cuarta Sinfonía.
El primer movimiento de la 3.ª sinfonía vuelve a ser un gran movimiento de marcha, como también ocurre en las sinfonías 5.ª y 6.ª. El uso de formas militares en la música es parte del estilo compositivo de Mahler. También son típicos los elementos grotescos del scherzo. Esta forma de humor, basada en Jean Paul, se lleva aún más lejos en las sinfonías 4.ª y 9.ª que aquí. El adagio final es uno de los movimientos lentos más sentidos y conmovedores de Mahler. En su tono solemne y sublime, recuerda a los Adagios del difunto Bruckner. Este Adagio en particular defiende una vez más el énfasis tardorromántico con el que Mahler rompe radicalmente en la Cuarta Sinfonía. En el sentido de Bruckner, la apoteosis final es el único resultado concebible en el contexto del modelo graduado de la sinfonía, a pesar de algunos colapsos aparentemente desesperados. En la sexta sinfonía, después de tales colapsos, el final terminará en tragedia, sin llegar nunca a un final triunfante como el de la tercera sinfonía. El estilo tardío de Mahler, que se desarrolla cada vez más claramente a partir de la 5.ª sinfonía y se caracteriza por la utilización limítrofe del espacio tonal y la expansión del cromatismo, ya se insinúa en algunos lugares de la 3.ª sinfonía. Sin embargo, la obra todavía está influenciada por la época romántica. El tema principal del primer movimiento, por ejemplo, recuerda claramente el tema del final de la Primera sinfonía de Johannes Brahms. Con la 3.ª sinfonía, Mahler alcanzó la cima de la monumentalidad, que sólo la 8.ª sinfonía vuelve a alcanzar en una forma diferente. A partir de la 4.ª sinfonía comienza un nuevo camino, que se dirige hacia la época de la nueva música. La 3.ª sinfonía de Mahler se considera una de las últimas sinfonías de la época del romanticismo tardío, aunque rompe con algunas de sus tradiciones. Mahler dijo de esta sinfonía:
   “¡Mi sinfonía será algo que el mundo nunca ha escuchado! ¡Toda la naturaleza tiene una voz en ella y cuenta secretos tan profundos que uno quizás los sospecha en un sueño! A veces me siento raro con ciertos pasajes, y siento como si no lo hubiera conseguido en absoluto".
– Gustav Mahler a Anna Bahr-Mildenburg, 18 de julio de 1896

## Instrumentación
La sinfonía está escrita para una gran orquesta sinfónica, de dimensiones similares a la necesaria para interpretar la anterior sinfonía de su autor. En este caso, a las fuerzas orquestales se añaden una contralto solista, un coro femenino y una escolanía. La partitura pide la participación de la siguiente plantilla:
| Maderas 4 Flautas (las cuatro doblando a flautines) 4 Oboes (Oboe 4 doblando a Corno inglés) 3 Clarinetes in Si bemol y La (el 3.º doblando a Clarinete bajo) 2 Clarinetes en Mi bemol (el 2.º doblando al 4.º Clarinete en Si bemol) (El primero debería ser doblado, si es posible en el quinto movimiento) 4 Fagotes (el 4.º doblando a Contrafagot) Metales 8 Trompas en Fa 4 Trompetas en Fa y Si bemol (si es posible, 2 trompetas extra de refuerzo) 4 Trombones Tuba | Percusión Timbales (2 intérpretes) Bombo Caja Platillos Pandereta Tam-tam Triángulo Vara 2 Glockenspiel Voces Contralto solista (en los movimientos cuarto y quinto) Coro femenino (en el quinto movimiento) In der Ferne aufgestellt ("En la distancia") Corneta de posta en Si bemol (en el tercer movimiento) Varias cajas (en el primer movimiento) | In der Höhe postiert ("Ubicados en lo alto") Cuatro (si es posible, 5 o 6) campanas afinadas (en el quinto movimiento) Escolanía (en el quinto movimiento) Cuerdas 2 Arpas Alle Streichinstrumente sehr stark besetz("todos los instrumentos de cuerda en plantillas fuertemente nutridas"): Violines I, II Violas Violonchelos Contrabajos (algunos con cuerdas afinadas en do grave) |

## Estructura
La obra consta de los siguientes movimientos:
1. Kraftig. Entschieden.-Con Forsa. Deciso.
2. Tempo di minuetto. Sehr massig
3. Comodo. Scherzando. Ohne Hast.
4. Sehr langsam. Misterioso. Durchaus ppp. "O Mensch!"
5. Lustig im Tempo und Keck im Ausdruck. "Es sungen Drei Engel"
6. Langsam. Ruhevoll. Empfunden.

Mahler dispuso un título para cada uno de los seis movimientos que ayudase a entender el significado del contenido:
1. Pan erwacht. Der Sommer marschiert ein (Pan se despierta; llega el verano)
2. Was mir die Blumen auf der Wiese erzählen (Lo que las flores del prado me enseñan)
3. Was mir die Tiere im Walde erzählen (Lo que los animales del bosque me enseñan)
4. Was mir der Mensch erzählt (Lo que los hombres me enseñan)
5. Was mir die Engel erzählen (Lo que los ángeles me enseñan)
6. Was mir die Liebe erzählt (Lo que el amor me enseña)

## Análisis

### 1. Kraftig. Entschieden.-Con Forza. Deciso. (Panse despierta; llega el verano)
El monumental primer movimiento de la Tercera Sinfonía, uno de los más largos escritos por la mano de Mahler (entre 30 y 35 minutos de ejecución) nos adentra de inmediato en un universo telúrico, mineral, en ruptura total con la cotidianidad. Es una partitura aireada, muy puntuada y tan bien estructurada que su extensión, casi de una sinfonía de Mozart en sí misma, deriva del carácter monumental de la obra. Por el contrario, el desarrollo temático, tanto descriptivo como filosófico, deja lugar a una gran posibilidad de interpretación para el oyente, posibilidad que Mahler también deseaba al quitar los títulos previstos para cada movimiento. Este movimiento se tituló originalmente "El despertar de Pan" (introducción) "Llega el verano". 
Una llamada solemne de ocho trompas introduce el movimiento: después se apoya en la percusión en una serie de golpes sonoros vertiginosos, para después desvanecerse en las sonoridades profundas de los trombones y la tuba. Como queriendo asentar las bases de un universo mineral y austero, la materia sonora se va construyendo, puntuando y respirando, con las notas cavernosas y graníticas de los metales, estridentes de la trompeta, aireadas y ventosas de las maderas y los mordaces martillazos de percusión. Un universo de un salvajismo primitivo, una estampa de rocas alpina, los pilares de una catedral vertiginosa, un clima de los primeros días de la Tierra, esto es lo que evoca esta espectacular introducción. El trombón introduce el tema principal. El desarrollo gradualmente se desvanece en un pesado silencio.
Aparece entonces con sonoridades puras, alegres y aireadas (violín y madera), un segundo campo temático, muy suave, que evoca la vida, la suavidad de un día primaveral, estrictamente opuesto a los desarrollos anteriores. Pero esta "ventana" melódica muy pronto vuelve al silencio y de nuevo la materia sonora construye el universo mineral. Esto va acompañado de un solo de trombón profundo, sin nerviosismo, como una "fuerza tranquila", austera y desprendida. El tema principal toma fuerza y estalla con una altura vertiginosa (platillo, gong), tormentoso con la trompeta, misterioso y zumbante en los vientos, todo helado, inmóvil.
Cae el silencio. Encontramos entonces la luminosidad del segundo tema que está experimentando un desarrollo real. Tiene lugar una marcha, con muchas justas musicales, desfiles, tonadas carnavalescas y bandas de fuego: "Se acerca el verano", como decía Mahler, o "la aparición y el desarrollo de la vida", o "una escalada de montañeros", incluso "un día del mes de mayo", como vio Richard Strauss, las interpretaciones son numerosas. La marcha se connota gradualmente con una carga heroica, luego culmina en un clímax celestial vertiginosamente alto, luminoso, como una "conclusión de los esfuerzos", un "veredicto final", antes de caer con estruendo en la austera sonoridad del universo sonoro, en una especie de fracaso.
A esto le siguen desarrollos turbulentos y conflictivos, marcados por una serie de "intentos" de construcciones sonoras, "luchas" de la vida, puntuadas y aireadas con pinturas con una poesía muy esbozada. La diversidad de sonidos y el virtuosismo de la orquestación siguen sorprendiendo. Poco después de una fuerte perturbación, los ocho cuernos reintroducen el tema inicial. Sin embargo, sus fuerzas han disminuido, su dificultad para respirar es latente y se aleja con un sonido casi nostálgico.
La marcha de la "vida" toma entonces definitivamente el relevo, imponiéndose con más vigor y concisión. Como antes, tiene una connotación heroica pero llegado al clímax, el "veredicto" se vuelve positivo y se deja llevar por una especie de bacanal que describe una "explosión" de vida y sonoridades, cerrando el movimiento con un crescendo vivo y mordaz.

### 2. Tempo di minuetto. Sehr massig. (Lo que las flores del prado me enseñan)
Este movimiento comienza muy tranquilo y nada perturbará este cuadro rural de una poesía muy refinada. Esta página, de una ligereza muy aireada, evoca, por su orquestación hábilmente medida, una sensorialidad muy centrada en los pequeños detalles de la Naturaleza que Mahler describe y a la que rinde homenaje. Hay tanto un lado descriptivo como un lado evasivo y sentimental. Estamos frente a la monumentalidad del primer movimiento, pero conservamos, sin embargo, esta íntima relación con la Naturaleza. La orquestación evoca a su vez la abundancia de fragancias que estimulan las papilas gustativas, los colores de los páramos en flor, el viento que acaricia el rostro, con un descuido casi infantil. Además, Mahler diría más tarde que es "la página más despreocupada que he compuesto, tan despreocupada como sólo pueden ser las flores". En el corazón del movimiento, el compositor evoca el efecto de renovación y vigor renovado de este contacto con la Naturaleza, en una visión muy romántica.

### 3. Comodo. Scherzando. Ohne Hast. (Lo que los animales del bosque me enseñan)
Sin romper con el movimiento anterior, este scherzo muy desarrollado continúa el enfoque de comunicación y sensorialidad del compositor con la Naturaleza. Esta vez, se trata de una pintura más burlesca, humorística o incluso más etérea. Sonidos que evocan escenas de animales, follaje y luces brillantes se suceden a lo largo del movimiento.
El movimiento comienza con un famoso canto de gorriones que se introduce muy rápidamente en un universo forestal donde la composición evoca una serie de "pequeños cuentos" y cuadros de vida animal o de caza, con gusto por lo burlesco y lo insólito. Algunas modulaciones en tono menor y efectos de aceleración marcan los desarrollos, como una ironía repentina, como la crueldad de un depredador que ha atrapado a su presa. En el centro del medio, los desarrollos se desvanecen con gracia sobre una exposición lenta y muy luminosa, sostenidos por cuerdas etéreas y un solo de trompa de postillón, afieltrado y delicado. Evoca un poco la danza de las ondinas en el Moldau de Smetana. Los desarrollos luego se reanudan con vigor. El tema con su atmósfera nebulosa y casi legendaria vuelve entonces, un poco antes de la coda, pero se vuelve más nostálgico.
La coda sorprende: comienza con un estallido puntuado por el gong, anunciando un evento particular. Es imprescindible un desarrollo profundo, con sonoridades celestiales, de las cuerdas y los metales. Sigue un crescendo vertiginoso de metales y percusión, que termina abruptamente, como un desencadenamiento de fuerzas astronómicas más allá de la escala humana.

### 4. Sehr langsam. Misterioso. Durchaus ppp. "O Mensch!" (Lo que los hombres me enseñan)
Este movimiento marca una nueva etapa en la sinfonía. Termina un período instrumental y comienza una parte vocal.
El movimiento arranca con sonoridades profundas de las cuerdas, sin evocar la materialidad física, sino psíquica. El clima de un sueño, propicio para la reflexión. Estas llamadas oscuras de las cuerdas son puntuadas y aireadas mientras la voz de mezzosoprano se impone suavemente, introduciendo un lied. Los metales y las cuerdas se hacen eco del canto en una serie de llamadas iniciáticas que recuerdan al Urlicht de la Segunda Sinfonía. Sigue un luminoso desarrollo central de cuerdas y trompetas, imbuido de serenidad. Se desvanece en las llamadas de clarinete para volver a caer en llamadas profundas. Las voces se reanudan pero con más profundidad en los solos de metales y cuerdas, amplificando el efecto de eco. El material sonoro se desvanece en las profundidades de las cuerdas. El sueño termina.

### Letra del cuarto movimiento
| Alemán | Español |
| --- | --- |
| Oh Mensch! (Friedrich Nietzsche, Also sprach Zarathustra) Oh Mensch! Gieb Acht! Was spricht die tiefe Mitternacht? Ich schlief —, Aus tiefem Traum bin ich erwacht: — Die Welt ist tief, Und tiefer als der Tag gedacht. Oh Mensch! Gieb Acht! Tief ist ihr Weh —, Lust — tiefer noch als Herzeleid: Weh spricht: Vergeh! Doch alle Lust will Ewigkeit —, — will tiefe, tiefe Ewigkeit! | ¡Oh, hombre! (Friedrich Nietzsche, Así habló Zaratustra) ¡Oh, hombre! ¡Atento! ¿Qué dice la profunda medianoche? Yo dormía —, De un profundo sueño me desperté: — El mundo es profundo, Y más profundo de lo que el día pensó. ¡Oh, hombre! ¡Atento! Profundo es su dolor —, El placer — más profundo aún que la pena: El dolor dice: ¡Pasa! Pero todo placer quiere eternidad —, — ¡quiere profunda, profunda eternidad! |

### 5. Lustig im Tempo und Keck im Ausdruck. "Es sungen Drei Engel". (Lo que los ángeles me enseñan)
El quinto movimiento contiene el lied Es sungen drei Engel del ciclo de lieder Des Knaben Wunderhorn, que fueron escritas en 1892. Para el más corto de los seis movimientos, Mahler usa todos los recursos instrumentales y vocales: un doble coro, de mujeres y niños, sobre el que se superpone la voz solista del movimiento anterior y todo ello para un acompañamiento de lied. Confia a un coro de niños la tarea de imitar las campanas de la mañana y la luz deslumbrante de estas voces frescas da al cuadro los colores claros de una escena primaveral.
El quinto movimiento se refiere así a la dimensión de la religión. Sin embargo no se trata con especial profundidad en esta breve y jocosa introducción. La ingenuidad abiertamente mostrada contrasta con el tema serio de la confesión. El pecador Pedro confiesa su culpa a Jesús y recibe la perspectiva de la salvación a través de su penitencia. Con el apoyo de seis campanas afinadas, el coro de niños entona un bimm-bamm con un sonido infantilmente ingenuo.
Este sonido de fondo constante desvanece todo lo subjetivo y sentimental del movimiento anterior. Sobre esta base se desarrolla una canción claramente articulada en fa mayor. La parte central del poema aparece en Mahler en forma dialógica. El estilo característico de la música se vuelve cada vez más coral aquí. Mahler aporta elementos humorísticos a esta atmósfera. Jesús, representado por una voz coral, irrumpe demasiado temprano y bruscamente. La contrición de Pedro por sus pecados se apodera de toda la orquesta en un gesto dramático y conduce brevemente a la disonancia. Sin embargo, el escenario se calma rápidamente y vuelve al estilo animado del principio. El breve movimiento termina con un final abierto, ya que el repique de un “bimm” se detiene abruptamente. La salvación prometida aún no es definitiva. Para esto, Mahler necesita la última etapa, a la que llega en el Adagio.

### Letra del quinto movimiento
| Alemán | Español |
| --- | --- |
| Es sungen drei Engel (aus "Des Knaben Wunderhorn") (Bimm Bamm!) Es sungen drei Engel einen süßen Gesang, Mit Freuden es selig in dem Himmel klang Sie jauchtzten fröhlich auch dabei, Daß Petrus sei von Sünden frei. Und als der Herr Jesus zu Tische saß, Mit seinen zwölf Jüngern das Abendmahl aß, Da sprach der Herr Jesus: „Was stehst du denn hier? Wenn ich dich anseh', so weinest du mir.“ „Und sollt' ich nicht weinen, du gütiger Gott: (Du sollst ja nicht weinen! Sollst ja nicht weinen!) Ich hab' übertreten die zehn Gebot; Ich gehe und weine ja bitterlich, (Du sollst ja nicht weinen! Sollst ja nicht weinen!) Ach komm und erbarme dich über mich!“ „Hast du denn übertreten die zehen Gebot, So fall auf die Knie und bete zu Gott, Liebe nur Gott in alle Zeit, So wirst du erlangen die himmlische Freud!“ Die himmlische Freud' ist eine selige Stadt; Die himmlische Freud', die kein Ende mehr hat. Die himmlische Freude war Petro bereit't Durch Jesum und allen zur Seligkeit. | Tres ángeles cantaban (de "Des Knaben Wunderhorn") (Bim Bam!) Tres ángeles cantaban una dulce canción Donde las notas alegres tocaban el cielo. Se regocijaban cantando Que Pedro fuera liberado de sus pecados. Y mientras el Señor Jesús se sentaba en la mesa para tomar La última cena con sus doce discípulos, Dijo: "¿Qué haces tú ahí? Cuando te miro, lloras." "¿No hace falta, Dios de bondad? (No hace falta llorar así!) Transgredí los Diez Mandamientos. Me voy llorando amargamente (No hace falta llorar así!) Ah! Ten piedad de mi!" "¿Has roto los Diez Mandamientos? Entonces arrodíllate y reza a Dios; Será amando al buen Dios toda tu vida Que obtendrás la felicidad celestial." La felicidad celestial es una ciudad bienaventurada; La felicidad celestial no tiene fin La felicidad celestial le será dada a Pedro Por Jesús y a nosotros para nuestra alegría |

### 6. Langsam. Ruhevoll. Empfunden. (Lo que el amor me enseña)
Este himno al amor divino debe bañarse en la luz de la eternidad: "En el Adagio, dice Mahler a Natalie, todo se resuelve en la paz y en el Ser. La rueda de Ixión de las apariencias se inmoviliza finalmente".
El movimiento, de una duración excepcional, comienza suavemente, sólo con las cuerdas. El tema de apertura retoma el del 3.er movimiento del Cuarteto de cuerda n.º 16 de Beethoven.
Los movimientos contrapuntísticos aquí revelan todo el arte de Mahler en este estilo de escritura. Poco a poco los otros grupos se unen a las cuerdas en un ascenso muy lento. Los pasajes fortissimo complementan los pasajes más suaves en lugar de oponerse a ellos.
Hacia el final, tras una breve pausa, se retoma el tema, suavemente, en las trompetas, en triple piano, sobre un fondo de cuerdas de trémolo. Luego sigue un crescendo lento hacia el acorde tónico final, de 29 compases de largo. Los timbales martillan, recordando el tema de apertura de la sinfonía.
Sería difícil encontrar otro movimiento lento de esta dimensión y colocado al final de una sinfonía. Su grandeza serena, la emoción reprimida, la inmovilidad que se podría calificar de mística más que meditativa es una de las cumbres sinfónicas de Mahler. En esta música se destila la herencia de las grandes tradiciones barrocas y clásicas, reconocibles por ese sutil arte de la variación, que transforma incansablemente elementos temáticos a veces conocidos. Se alternan dos elementos principales, dos secciones, una menor, la otra mayor. Pero en los momentos en que la ansiedad aflora solo realza la tranquilidad del todo.
La apoteosis final de la Tercera es sin duda una de las más optimistas de Mahler, compositor a menudo retratado como "morboso", obsesionado por el dolor y la muerte. Todas las preguntas encuentran una respuesta, todas las ansiedades un apaciguamiento. Este  Adagio un poco bruckneriano es la contrapartida perfecta del primer movimiento. Con este gran himno al creador, concebido como fuerza suprema del Amor, llega a la contemplación de la luz eterna.

## Repercusión
El estreno de la sinfonía completa tuvo lugar el 9 de junio de 1902 en la 38.º Tonkünstlerfest de Krefeld. Mahler dirigió la Orquesta Municipal de Krefeld y la Orquesta Gürzenich de Colonia en el Stadthalle de Krefeld. Previamente se habían estrenado en varias ocasiones movimientos individuales de la sinfonía. Por ejemplo, el segundo movimiento fue interpretado varias veces por la Filarmónica de Berlín bajo la dirección de Arthur Nikisch. También Felix Weingartner dirigió el segundo movimiento en Hamburgo, Leo Blech lo dirigió en Praga. El estreno de toda la enorme obra fue largamente esperado por el público y se convirtió en un evento sensacional. Aunque a algunos críticos no les acabó de convencer la obra, el estreno se convirtió en uno de los mayores éxitos de Mahler. La Neue Magazin für Musik escribió: "Ya no era solo una celebración, era un homenaje". Arnold Schönberg también quedó profundamente impresionado por la nueva sinfonía. Atestiguó que Mahler había puesto música a “la verdad más despiadada” y aseguró al compositor que había “visto su alma” en la 3.ª sinfonía. Entre 1902 y 1907 el propio Mahler interpretó la sinfonía un total de 15 veces con gran éxito.
La obra tiene una larga historia de recepción. A menudo la tocan las principales orquestas y sigue siendo muy popular entre el público actual. La música de la 3.ª sinfonía también ha sido ampliamente utilizada fuera de la sala de conciertos. Por ejemplo, el Adagio se usó como música de cine en Call to glory. En la década de 1970, John Neumeier coreografió un ballet en Hamburgo con la música de Mahler.

## Discografía seleccionada
La Tercera sinfonía se interpreta muy ocasionalmente, debido a que es una obra de grandes proporciones, y que requiere un amplio contingente de intérpretes, pero es una de las favoritas del público, y disfruta de una amplísima discografía que supera las 120 grabaciones completas. A continuación se presenta una lista de algunas de las más significativas. Un listado completo se puede encontrar en la sección de enlaces externos. El listado está ordenado cronológicamente por año de grabación, y se incluye el nombre del director, la orquesta, la contralto solista y el sello discográfico, y si se trata de una grabación en video (DVD):
- 1947 Adrian Boult / Sinfónica BBC / Kathleen Ferrier / Testament Records[15]
- 1950 Hermann Scherchen / Sinfónica de Viena / Hilde Rössl-Majdan / Tahra Records
- 1957 Eduard van Beinum / Concertgebouw / Maureen Forrester / RCO
- 1961 Kiril Kondrashin / Filarmónica de Moscú / Valentina Levko / Melodiya
- 1961 Leonard Bernstein / Filarmónica de Nueva York / Matha Lipton / Sony Classical
- 1966 Bernard Haitink / Concertgebouw / Maureen Forrester / Philips Records
- 1967 Rafael Kubelík / Radio de Baviera / Marjorie Thomas / Deutsche Grammophon
- 1969 John Barbirolli / Filarmónica de Berlín / Lucretia West / Testament
- 1970 Jascha Horenstein / Sinfónica de Londres / Norma Procter / Unicorn-Kanchana
- 1972 Leonard Bernstein / Filarmónica de Viena / Christa Ludwig / Deutsche Grammophon / DVD
- 1980 Claudio Abbado / Filarmónica de Viena / Jessye Norman / Deutsche Grammophon
- 1982 Georg Solti / Sinfónica de Chicago / Helga Dernesch / Decca
- 1987 Leonard Bernstein / Filarmónica de Nueva York / Christa Ludwig / Deutsche Grammophon
- 1990 Bernard Haitink / Filarmónica de Berlín / Florence Quivar / Philips / DVD
- 1999 Claudio Abbado / Filarmónica de Berlín / Anna Larsson / Deutsche Grammophon
- 2001 Pierre Boulez / Filarmónica de Viena / Anne Sofie von Otter / Deutsche Grammophon
- 2007 Claudio Abbado / Festival de Lucerna / Anna Larsson / Euroarts DVD Referencia
- 2010 Mariss Jansons / Concertgebouw / Bernarda Fink / RCO
- 2016 Ivan Fischer, Budapest Festival Orchestra, Gerhild Romberger / CC